# صابر الطرابلسي
صابر الطرابلسي (18 فبراير 1984 في تونس - ) هو لاعب كرة قدم تونسي يلعب كمدافع، شارك في الألعاب الأولمبية الصيفية 2004 لعب في .

## روابط خارجية
- صابر الطرابلسي على موقع الاتحاد الدولي (مؤرشف)  (الإنجليزية)
- صابر الطرابلسي على موقع قاعدة بيانات كرة القدم.إي يو (الإنجليزية)
- صابر الطرابلسي على موقع عالم كرة القدم.نت (الإنجليزية)
- صابر الطرابلسي على موقع أوليمبيديا (الإنجليزية)